# كورت ماريا
كورت ماريا (بالألمانية: Kurt Moll)‏ (و. 1938 – 2017 م) هو مغني، ومغني أوبرا ألماني، توفي في كولونيا، عن عمر يناهز 79 عاماً.

## التعليم
تعلم في معهد كولونيا للموسيقى والرقص ‏.

## جوائز
حصل على جوائز منها:
- النيشان البافاري الماكسيميلياني للعلوم والفن (2006).

## وصلات خارجية
- كورت ماريا على موقع IMDb (الإنجليزية)
- كورت ماريا على موقع مونزينجر (الألمانية)
- كورت ماريا على موقع ميوزك برينز (الإنجليزية)
- كورت ماريا على موقع أول ميوزيك (الإنجليزية)
- كورت ماريا على موقع ديسكوغز (الإنجليزية)
- كورت ماريا على موقع قاعدة بيانات الفيلم (الإنجليزية)
- كورت ماريا على موقع كينوبويسك (الروسية)
- كورت ماريا في قاعدة بيانات الأفلام على الإنترنت